# Robert Bartko
Robert Bartko (Potsdam, 23 de desembre de 1975) és un ciclista alemany especialista en pista, encara que també ha competit en ruta. Doble medallista d'or als Jocs Olímpics de Sydney, també ha guanyat tres Campionats del món de Persecució i un de Persecució per equips. Ha obtingut nombrosos triomfs en campionats nacionals i curses de sis dies.
En ruta ha aconseguit alguns èxits com els Tres dies de Flandes Occidental de 2004.

## Palmarès en pista
- 1994
  -  Campió d'Alemanya en Persecució per equips (amb Andreas Bach, Erik Weispfennig i Guido Fulst)
- 1995
  -  Campió d'Alemanya en Persecució per equips (amb Rüdiger Knispel, Heiko Szonn i Guido Fulst)
- 1996
  -  Campió d'Alemanya en Persecució per equips (amb Christian Lademann, Heiko Szonn i Guido Fulst)
- 1999
  -  Campió del món de Persecució individual
  -  Campió del món de Persecució per equips (amb Daniel Becke, Jens Lehmann i Guido Fulst)
- 2000
  -  Medalla d'or als Jocs Olímpics de Sydney en Persecució individual
  -  Medalla d'or als Jocs Olímpics de Sydney en Persecució per equips (amb Daniel Becke, Jens Lehmann i Guido Fulst)
  -  Campió d'Alemanya en Persecució per equips (amb Andreas Müller, Andre Kalfack i Guido Fulst)
- 2004
  - 1r als Sis dies de Berlín (amb Guido Fulst)
- 2005
  -  Campió del món de Persecució individual
  -  Campió d'Alemanya en Madison (amb Guido Fulst)
  -  Campió d'Alemanya en Persecució
  -  Campió d'Alemanya en Persecució per equips (amb Karl-Christian König, Leif Lampater i Guido Fulst)
  - 1r als Sis dies de Múnic (amb Erik Zabel)
  - 1r als Sis dies de Bremen (amb Andreas Beikirch)
- 2006
  -  Campió del món de Persecució individual
  -  Campió d'Alemanya en Madison (amb Andreas Beikirch)
  -  Campió d'Alemanya en Persecució
  -  Campió d'Alemanya en Persecució per equips (amb Karl-Christian König, Robert Kriegs i Guido Fulst)
  - 1r als Sis dies de Stuttgart (amb Guido Fulst i Leif Lampater)
- 2007
  -  Campió d'Alemanya en Persecució
  -  Campió d'Alemanya en Persecució per equips (amb Karl-Christian König, Robert Kriegs i Frank Schulz)
  - 1r als Sis dies de Gant (amb Iljo Keisse)
  - 1r als Sis dies d'Amsterdam (amb Iljo Keisse)
  - 1r als Sis dies de Rotterdam (amb Iljo Keisse)
- 2008
  -  Campió d'Alemanya en Puntuació
  -  Campió d'Alemanya en Persecució
  -  Campió d'Alemanya en Persecució per equips (amb Robert Bengsch, Henning Bommel i Frank Schulz)
  - 1r als Sis dies de Múnic (amb Iljo Keisse)
  - 1r als Sis dies de Bremen (amb Iljo Keisse)
  - 1r als Sis dies de Gant (amb Iljo Keisse)
  - 1r als Sis dies de Stuttgart (amb Iljo Keisse i Leif Lampater)
- 2009
  - Campió d'Europa de Madison (amb Roger Kluge)
  -  Campió d'Alemanya en Persecució per equips (amb Roger Kluge, Johannes Kahra i Stefan Schäfer)
  - 1r als Sis dies de Berlín (amb Erik Zabel)
  - 1r als Sis dies d'Amsterdam (amb Roger Kluge)
  - 1r als Sis dies d'Apeldoorn (amb Léon van Bon i Pim Ligthart)
- 2010
  -  Campió d'Alemanya en Persecució per equips (amb Henning Bommel, Johannes Kahra i Stefan Schäfer)
  - 1r als Sis dies d'Amsterdam (amb Roger Kluge)
  - 1r als Sis dies de Zuric (amb Danilo Hondo)
- 2011
  - 1r als Sis dies de Berlín (amb Roger Kluge)
  - 1r als Sis dies de Bremen (amb Robert Bengsch)
  - 1r als Sis dies de Gant (amb Kenny De Ketele)
- 2012
  - 1r als Sis dies de Bremen (amb Peter Schep)
- 2014
  - 1r als Sis dies de Copenhaguen (amb Marcel Kalz)

### Resultats a laCopa del Món
- 1998
  - 1r a Berlín, en Persecució
  - 1r a Berlín, en Persecució per equips
- 2004
  - 1r a Moscou, en Persecució
- 2004-2005
  - 1r a Los Angeles, en Persecució
  - 1r a Los Angeles, en Persecució per equips
  - 1r a Los Angeles, en Madison
- 2006-2007
  - 1r a Moscou, en Persecució
- 2008-2009
  - 1r a Copenhaguen, en Madison

## Palmarès en ruta
- 1995
  - Vencedor d'una etapa del Volta a la Baixa Saxònia
- 1998
  - Vencedor d'una etapa de la Volta a Croàcia
- 1999
  - Vencedor d'una etapa de la Volta a Saxònia
- 2002
  - Vencedor d'una etapa del Volta a la Baixa Saxònia
- 2003
  - Vencedor d'una etapa de la Volta a Luxemburg
- 2004
  - 1r als Tres dies de Flandes Occidental i vencedor d'una etapa
- 2005
  - Vencedor d'una etapa de la Volta a Hongria
- 2008
  - 1r a la Rund um Berlin

### Resultats a la Volta a Espanya
- 2002. 105è de la classificació general.